# Hemibrycon carrilloi
Hemibrycon carrilloi är en fiskart som beskrevs av Dahl, 1960. Hemibrycon carrilloi ingår i släktet Hemibrycon och familjen Characidae. IUCN kategoriserar arten globalt som livskraftig. Inga underarter finns listade i Catalogue of Life.